# Oedibasis tamerlani
Oedibasis tamerlani är en flockblommig växtart som först beskrevs av Vladimir Ippolitovich Lipsky, och fick sitt nu gällande namn av Jevgenij Korovin och Sergej Arsenjevitj Nevskij. Oedibasis tamerlani ingår i släktet Oedibasis och familjen flockblommiga växter. Inga underarter finns listade i Catalogue of Life.